# فردریک ویلیام استاپفورد
فردریک ویلیام استاپفورد (انگلیسی: Frederick Stopford; ۲ فوریهٔ ۱۸۵۴ – ۴ مهٔ ۱۹۲۹) فرد نظامی اهل بریتانیا بود.